# Stumpfer Schnellräuber
Der Stumpfe Schnellräuber (Tachyporus obtusus) ist ein Käfer aus der Familie der Kurzflügler (Staphylinidae).

## Merkmale
Die Käfer erreichen eine Körperlänge von 3,5 bis 4 Millimetern und haben wie die übrigen Vertreter der Gattung Tachyporus einen auffällig zugespitzten Hinterleib. Ihr Kopf und Halsschild sind rotbraun gefärbt. Die vordere Hälfte der verkürzten Deckflügel (Elytren) und der direkt angrenzende Rand des Halsschildes sind schwarz, die zweite Hälfte ist ebenfalls rotbraun gefärbt. Der schwarze Teil kann in einen mittleren und zwei seitliche Teile getrennt sein. Auch gibt es Individuen, bei denen die Mitte des Halsschildes und der Kopf dunkel gefärbt sind. Der mit mehreren kräftigen Haaren beborstete Hinterleib ist überwiegend rotbraun gefärbt, lediglich das fünfte und sechste Hinterleibssegment sind schwarz. Das letzte Glied der Palpen ist dünn und langgezogen und länger als die Breite des vorhergehenden Gliedes. 

## Vorkommen und Lebensweise
Die Tiere kommen in der Paläarktis vom Norden Spaniens, östlich bis nach Sibirien vor. Man findet sie auch auf den Britischen Inseln. Die nördliche Verbreitungsgrenze ist etwa der Polarkreis. Sie leben unter Laub und Moos an verrottendem Pflanzenmaterial. Sie kommen in Wäldern, auf Feldern und Wiesen vom Flachland bis in eine Höhe von etwa 2000 Meter vor. Man findet sie aber auch in trockenen Biotopen. Die Imagines erscheinen ab dem Spätsommer bzw. Anfang Herbst und sind sehr häufig. Sie überwintern an moosbewachsenen Stämmen. 

## Referenzen